# Gumla
Gumla (en hindi: गुमला ) es una localidad de la India, centro administrativo del distrito de Gumla en el estado de Jharkhand.

## Geografía
Se encuentra a una altitud de 651 m s. n. m. a 92 km de la capital estatal, Ranchi, en la zona horaria UTC +5:30.

## Demografía
Según estimación 2010 contaba con una población de 51 911 habitantes.